# Gillian Dobb
Gillian Dobb, née le 8 mai 1929 à Wandsworth (Londres) et morte le 31 mars 2001 à Lancaster, est une actrice américaine.

## Biographie
Pendant 32 épisodes, elle joue le rôle d’Agatha Chumley, l’amie de Higgins dans la série Magnum. Elle a aussi un rôle au cinéma en 1985 : Gidget’s Summe Reunion.